# Андреа дель Сарто
Андре́а дель Са́рто (Вануччі Франческо) (16 липня 1486, Флоренція, Флорентійська республіка — 29 вересня 1530, Флоренція, Флорентійська республіка) — італійський художник епохи Відродження, представник флорентійської школи Високого Відродження, один з портретистів свого часу. Ним створені монументальні, величні вівтарні картини («Мадонна з гарпіями», 1517), фрескові цикли у флорентійських монастирях.

## Життєпис
Народився у місті Флоренція. Навчався у художника П'єро ді Козімо. Але значно більший вплив на становлення художньої манери Андреа дель Сарто мали твори Леонардо да Вінчі, Фра Бартоломео, Мікеланджело. На запрошення короля Франції Франциска I у 1518—1519 рр. працював у Парижі.
Помер на 45 році життя у Флоренції.

## Творчість
Палітра Андреа дель Сарто відрізнялась соковитістю і приємними кольоровими переходами. В релігійних образах є надзвичайна орієнтація на уславлені і занадто ідеалізовані типи мадон, жінок-святих, маленького Христа та Івана Хрестителя. Вивчення композиції Мікеланджело в тондо «Свята Родина» кепсько вплинуло на картини дель Сарто, бо персонажі дель Сарто втратили героїчний характер, а картини свідчать про втрату індивідуальності художником. Сарто став одним з малосамостійних послідовників Мікеланджело та народження маньєристів Флоренції. Фреска дель Сарто «Таємна вечеря» свідчить про добре вивчення подібної композиції Леонардо в Мілані, але втратила драматизм і психологічну напруженість персонажів Леонардо.
Самостійнішим він залишився у своїх портретах, де пропадала орієнтація на чужі зразки і авторитети.

## Країни світу, де зберігають твори дель Сарто
- Іспанія
- Італія
- Німеччина
- Росія

## Галерея

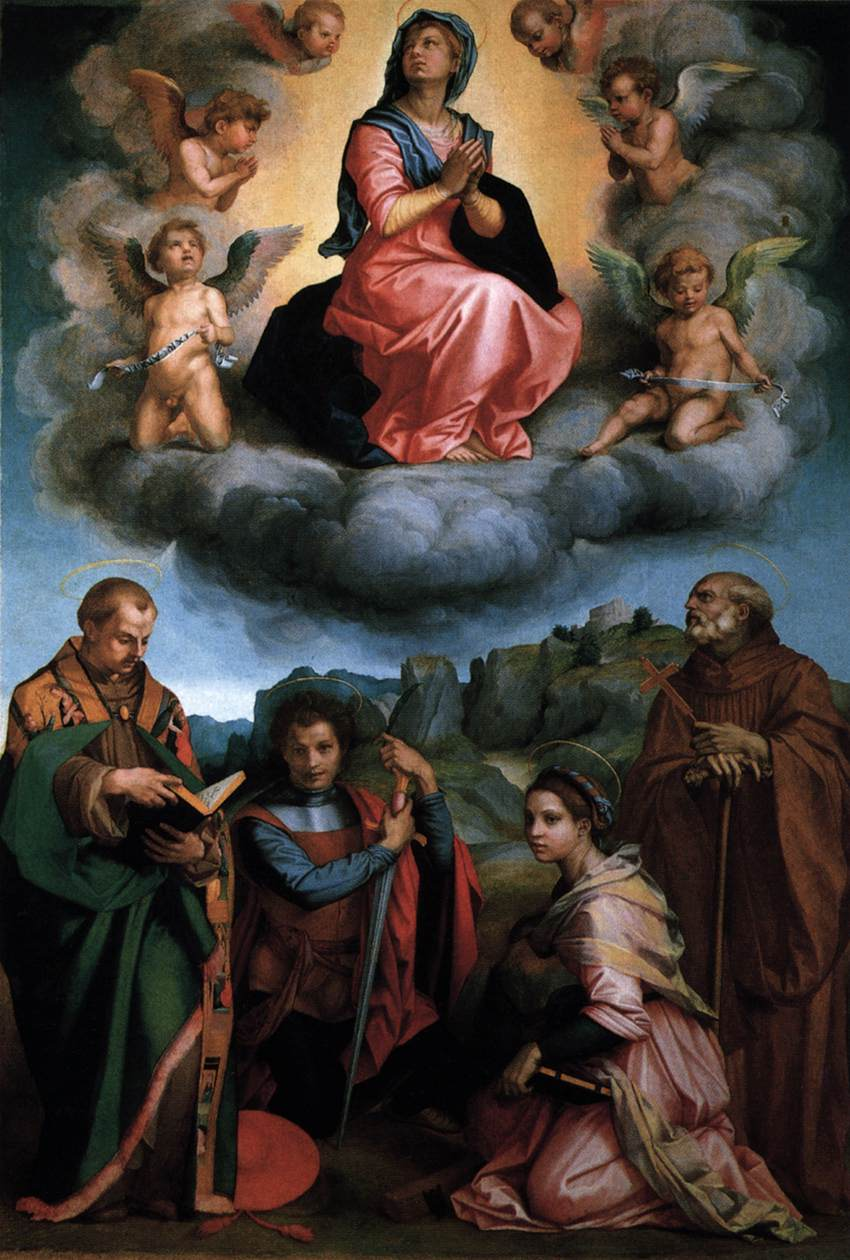
Успіння Богородиці (1530)
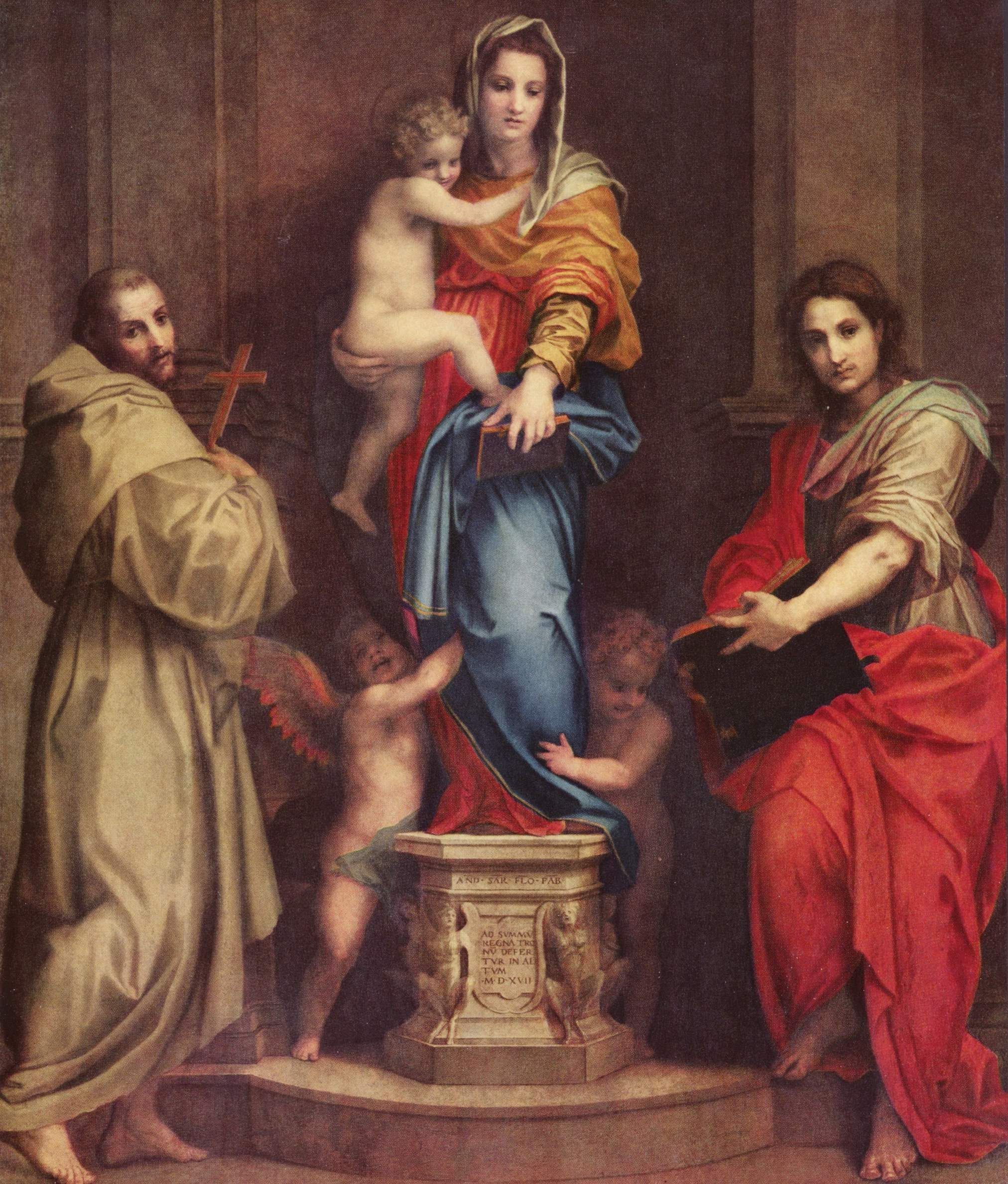
Мадонна з гарпіями (1517)
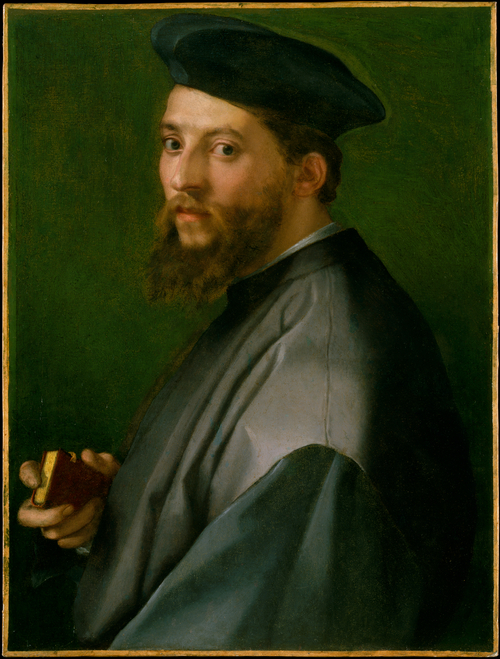
Портрет чоловіка
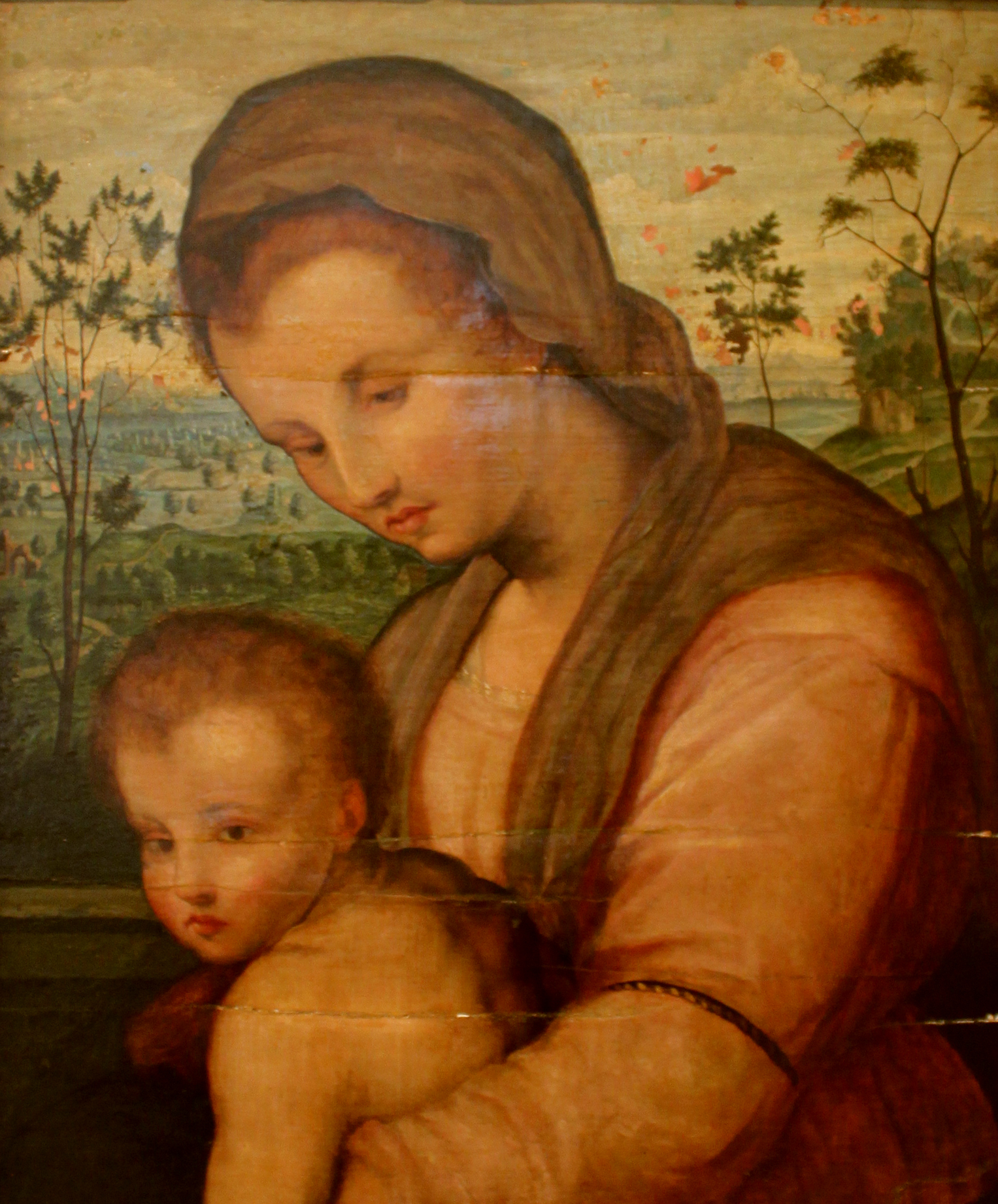
Мадонна з немовлям